# Люксембург на «Евровидении-1961»
Люксембург принимал участие в Евровидении 1961, проходившем в Каннах, Франция. Страну на конкурсе представил Жан-Клод Паскаль с песней «Nous les amoureux», выступавший под номером 14. В этом году страна победила в конкурсе, заработав 31 балл, хотя в предыдущем году она заняла последнее место. Это была первая победа Люксембурга на Евровидении. Комментатором конкурса от Люксембурга в этом году стал Роберт Бивейс.

## Страны, отдавшие баллы Люксембургу
Каждая страна имела жюри в количестве 10 человек, каждый человек мог отдать очко понравившейся песне.
| Отдали Люксембургу… | Отдали Люксембургу… | Отдали Люксембургу… | Отдали Люксембургу… | Отдали Люксембургу…                       |
| 5 баллов            | 4 балла             | 3 балла             | 2 балла             | 1 балл                                    |
| ------------------- | ------------------- | ------------------- | ------------------- | ----------------------------------------- |
| Югославия Германия  | Монако Австрия      | Финляндия Италия    | Испания             | Нидерланды Швеция Франция Швейцария Дания |

## Страны, получившие баллы от Люксембурга
| 8 баллов | Великобритания   |
| 1 балл   | Франция, Бельгия |